# Stung Treng Airport
Stung Treng Airport är en flygplats i Kambodja.   Den ligger i provinsen Stung Treng, i den centrala delen av landet, 250 km nordost om huvudstaden Phnom Penh. Stung Treng Airport ligger 57 meter över havet.
Terrängen runt Stung Treng Airport är platt. Runt Stung Treng Airport är det ganska tätbefolkat, med 230 invånare per kvadratkilometer. Närmaste större samhälle är Stung Treng, 5,1 km väster om Stung Treng Airport. Omgivningarna runt Stung Treng Airport är en mosaik av jordbruksmark och naturlig växtlighet.